# Lukrecija
Lukrecija (umrla 510 pr. Kr.), bila je prema tradiciji rimska plemkinja udata za Lucija Tarkvinija Kolatina, rođaka posljednjeg rimskog kralja, Lucija Tarkvinija.

## Životopis
Lukrecija je bila poznata po svojoj neobičnoj ljepoti i čednosti. Ove osobine privukle su mladog Seksta Tarkvinija, jednog od kraljevih sinova, koji ju je jedne noći silovao, kada joj je muž bio odsutan. Lukrecija je ispričala mužu što se dogodilo, a zatim je počinila samoubojstvo uzevši nož koji je zabola u svoje srce.
Događaj je izazvao revolt koji je predvodio Lucije Junije Brut, Lukrecijin brat, koji je pozvao građane Rima na oružje kako bi ispravili tu nepravdu. Oni su ga poslušali te protjerali Tarkvinija i Seksta u Etruriju 509. pr. Kr. i osnovali republiku. 
Priča o Lukreciji bila je motiv velikog broja umjetničkih djela a između ostalog bila je osnova za Shakespearovu epsku pjesmu Silovanje Lukrecije.

## Galerija
| - Lukrecija. Slika Paola Veronesea. - Lukrecija. Slika Guide Renia. - Lukrecijino samoubojstvo. Skulptura Philippa Bertranda. - Mrtva Lukrecija . Skulptura Damià Campenya u Estranyu (1804). |